# Кызыл-Ярово
Кызыл-Ярово, Кзыл-Ярово (баш. Ҡыҙылъяр) — упраздненная в 1986 году деревня Нукатовского сельсовета Белорецкого района Башкирской АССР. Ныне урочище на территории Инзерского сельсовета.

## География
Стояла на реке Большой Инзер.
На 1952 год в 161 км от райцентра — города Белорецк, в 11 км от центра сельсовета — д. Арышпарово и в 20 км от железнодорожной станции Инзер Белорецкой узкоколейной железной дороги.

## История
В 1952 году деревня Кзыл-Ярово входила в Нукатовский сельсовет.
Исключена из учётных данных Указом Президиума ВС Башкирской АССР от 12.12.1986 N 6-2/396 «Об исключении из учётных данных некоторых населенных пунктов»).